# Journal de mathématiques pures et appliquées
Ne doit pas être confondu avec Journal für die reine und angewandte Mathematik.
Le Journal de mathématiques pures et appliquées est une des plus anciennes revues scientifiques françaises et mondiales, créée en 1836 par le mathématicien français Joseph Liouville (c'est pourquoi elle est mentionnée parfois, notamment en France, comme le Journal de Liouville). Liouville dirige la rédaction de 1836 à 1874. C'est encore de nos jours une des plus prestigieuses revues de la communauté mathématique ; après Jean Leray, Jacques-Louis Lions et Paul Malliavin,  le responsable actuel du comité éditorial est le mathématicien Pierre-Louis Lions, médaille Fields. Elle est éditée par le groupe Elsevier depuis 1997, après l'avoir été par la maison Gauthier-Villars.
Y compris dans son appellation, on peut considérer que le Journal de mathématiques pures et appliquées prend la relève des Annales de mathématiques pures et appliquées (dites Annales de Gergonne) qui avaient cessé de paraître en 1832, qui comptaient Liouville comme auteur.